# Galina Balachova
Galina Balachova (en russe : Галина Балашова, née en 1931 à Kolomna) est une architecte spatiale et artiste russe qui a travaillé pour le programme spatial soviétique de 1963 à 1991. Elle a notamment contribué à l'aménagement intérieur des vaisseaux Soyouz et de la station spatiale Mir et réalisé de très nombreuses illustrations pour le programme.

## Biographie
Galina Balachova (en russe : Галина Балашова) est née en 1931 à Kolomna, près de Moscou. Elle a fait des études à l'Institut architectural de Moscou, puis travaillé à partir de 1955 à Kouïbychev (l'actuelle Samara), où elle était chargée de débarrasser les bâtiments de leurs éléments ornementaux staliniens. Elle a épousé en 1956 un jeune diplômé de l'Institut de physique et de technologie de Moscou, Yuri Pavlovich Balachov, qu'elle a suivi à l'OKB-1 (actuel RKK Energia). C'est là qu'elle a été chargée en 1963 par l'ingénieur Sergueï Korolev, directeur de l'OKB-1, du design intérieur de la capsule spatiale Soyouz 1. Momentanément écartée, elle a ensuite travaillé notamment sur Soyouz 7K-LOK, puis sur Soyouz 19,, les stations spatiales Saliout 6, Saliout 7 et Mir,, ainsi que sur la navette Bourane.
Elle a dessiné de nombreux écussons et médailles et l'emblème de la mission Apollo-Soyouz de 1975,,. Elle a pris sa retraite en 1991.
Une exposition monographique lui a été consacrée de juin à novembre 2015 au Musée allemand de l'architecture (DAM) de Francfort.